# Liste von Flurdenkmälern in der Verwaltungsgemeinschaft Bad Grönenbach

Lage der Verwaltungsgemeinschaft Bad Grönenbach im Landkreis Unterallgäu

Die Liste von Flurdenkmälern in der Verwaltungsgemeinschaft Bad Grönenbach bietet eine Übersicht über Flurdenkmäler (Flurkreuze, Bildstöcke, Grenzsteine, Marterln) in der Verwaltungsgemeinschaft der Gemeinden Bad Grönenbach, Wolfertschwenden und Woringen sowie in den jeweiligen Ortsteilen. Die Liste enthält alle im BayernViewer verzeichneten Denkmäler und Bildstöcke. Zusätzlich sind alle Flurdenkmäler laut der Denkmalliste des Bayerischen Landesamtes für Denkmalpflege mit Stand von Mai 2011 aufgeführt. Darüber hinaus sind weitere Flurdenkmäler (Gedenksteine, Unfallkreuze usw.) jedoch ohne Anspruch auf Vollständigkeit, enthalten. Kapellen in diesem Gebiet sind in einer separaten Liste aufgeführt.

## Hinweise zu den Angaben in der Tabelle
- In der Spalte Standort ist der Name des Ortes, Weilers usw., sowie die Straße oder die Richtung vom jeweiligen Ortsteil aus gesehen genannt, in dem oder in dessen Nähe sich das Flurdenkmal befindet.
- In der Spalte Bezeichnung ist die Art des Denkmals genannt, z. B. Flurkreuz, Bildstock usw.
- In der Spalte Entstehungszeit ist das Baujahr oder der Zeitraum der Entstehung des Flurdenkmals genannt.
- In der Spalte Denkmalnummer ist die Denkmalnummer des Bayerischen Landesamts für Denkmalpflege angegeben, sofern das Flurdenkmal unter Denkmalschutz steht.
- In der Spalte  kann der geografische Standort auf verschiedenen Karten per Klick auf das Icon angezeigt werden.
- In der Spalte Zusätzliche Informationen/Inschriften sind weitere Details oder in Anführungszeichen die originale Inschrift auf dem Flurdenkmal angegeben.

Bis auf die Spalte Bild sind alle Spalten sortierbar.

## Flurdenkmäler
| Standort | Bezeichnung    | Entstehungszeit     | Denkmalnummer |                     | Zusätzliche Informationen/Inschriften | Bild |
| --- | -------------- | ------------------- | ------------- | ------------------- | --- | ---- |
| Aurechts an der Straße von Rothenstein | Flurkreuz      | 20. Jahrhundert     |               | 47.859512 10.19064  | „Zum Gedenken an Hartwig Römer † 1995“ |      |
| Bad GrönenbachBahnhofstraße, links an der Straße in Richtung Thal                                                                            | Flurkreuz      |                     |               | 47.881319 10.239698 | „Gelobt sei Jesus Christus“ |      |
| Bad GrönenbachBlumenstraße 21 | Flurkreuz      |                     |               | 47.876527 10.218283 | |      |
| Bad GrönenbachHerbisrieder Straße 37 | Flurkreuz      |                     |               | 47.869783 10.222939 | „Das Feldkreuz. Gehst du am frühen Morgen, O Wand’rer hier vorbei, Weißt du nicht obs der letzte Tag in deinem Leben sei. Und wenn zur Mittagsstunde Du solch ein Feldkreuz siehst, So bleib ein wenig stehen, Ehrfurchtsvoll sei’s gegrüßt. Und wenn du dann am Abend Dein Tagwerk vollbracht, So richt den Blick nach oben, Und zu der Sterne Pracht.“ |      |
| Bad GrönenbachHerbisrieder Straße, am Ortsausgang links im Wald in Richtung Herbisried                                                       | Bildstock      | 20. Jahrhundert     |               | 47.868027 10.22368  | |      |
| Bad GrönenbachHerbisrieder Straße, am Ortsausgang links im Wald in Richtung Herbisried                                                       | Flurkreuz      | 20. Jahrhundert     |               | 47.868315 10.226308 | „Gott schütze unsere Heimat“, „20 Jahre Grönenbach – Zeller – Sänger, gewidmet 1995“ |      |
| Bad GrönenbachIttelsburger Straße 31 | Flurkreuz      |                     |               | 47.875641 10.228572 | |      |
| Bad Grönenbach Klevers 1, direkt am Waldrand                                                                                                 | Flurkreuz      |                     |               | 47.880571 10.211899 | „Hier ist die Grenz’ von meinem Land und auch das Ende meiner Macht seit Jesus seinen Tod hier fand nach seinem Wort: ‚Es ist vollbracht.‘“ |      |
| Bad GrönenbachKreisverkehr, bei Bahnhof- und Fuggerstraße                                                                                    | Flurkreuz      |                     |               | 47.878908 10.229033 | „Wie beneiden Dich Herr Jesus Christ denn durch Dein heiliges Kreuz hast Du uns erlöset!“ |      |
| Bad GrönenbachKreuzung Ittelsburger Straße, Kreuzbühl, Mühlenstraße                                                                          | Flurkreuz      |                     |               | 47.876275 10.235739 | „Gott sei mit uns auf unseren Wegen“ |      |
| Bad GrönenbachMemminger Straße, am Ortsausgang rechts in Richtung Zell                                                                       | Flurkreuz      |                     |               | 47.882057 10.214598 | „Gott segne unsere Fluren“ |      |
| Bad GrönenbachPappenheimer Straße 2 | Flurkreuz      |                     |               | 47.875224 10.217494 | |      |
| Bad GrönenbachPappenheimer Straße 4, auf dem Schloßberg in Richtung Osten                                                                    | Flurkreuz      |                     |               | 47.876609 10.217307 | „In der herrlichen Natur findst du deines Gottes Spur – willst du Ihn noch größer sehn, bleib bei diesem Kreuze stehn“ |      |
| Bad GrönenbachRaupolzer Weg, Abzweigung zur Straße Am Kreutstein                                                                             | Flurkreuz      |                     |               | 47.883636 10.218616 | Inschrift nicht mehr lesbar. An dieser Stelle stehen zwei Kreuze. Ein Sühnekreuz, dahinter ein Metallkreuz auf Steinsockel. |      |
| Bad GrönenbachRichard-Wagner-Straße 3 | Flurkreuz      | 20. Jahrhundert     |               | 47.874404 10.229779 | „Zum Gedenken an meine 3 Freunde, Otto Böhm, Oskar Mang, Hubert Naumair. Tödlich verunglückt am 20. VII. 1986“ |      |
| Bad GrönenbachStiftsberg 13 | Bildstock      | 1982                |               | 47.873904 10.221995 | „Herr segne unsere Gemeinde“ |      |
| Bad GrönenbachWaldstraße 8 | Flurkreuz      |                     |               | 47.876494 10.213761 | „Grüß Gott“ |      |
| Bad GrönenbachZiegelberger Straße, Richtung Waldegg                                                                                          | Flurkreuz      | 19. Jahrhundert     | D-7-78-144-24 | 47.872029 10.236651 | „Gelobt sei Jesus Christus“ |      |
| BossartsBossarts 1 | Flurkreuz      |                     |               | 47.915292 10.263172 | |      |
| BossartsBossarts 5 | Flurkreuz      | 1973                |               | 47.919132 10.260404 | „Im Kreuz ist Heil 1973“ |      |
| BrandholzBrandholz 2, an der Straße von Manneberg nach Au                                                                                    | Flurkreuz      |                     |               | 47.854106 10.198982 | „Alles was Odem hat lobe den Herrn“ |      |
| DietratriedHaldenweg, Richtung Goßmannshofen                                                                                                 | Flurkreuz      | 1995                |               | 47.92185 10.244279  | „Familie Anton Wölfle, 1995“ |      |
| DietratriedOrtsstraße, rechts an der Straße in Richtung Dietratried                                                                          | Flurkreuz      |                     |               | 47.916134 10.25158  | |      |
| DietratriedWiesenstraße 13 | Flurkreuz      |                     |               | 47.918339 10.246749 | |      |
| DietratriedWiesenstraße 15 | Grenzstein     | 1774                | D-7-78-218-14 | 47.918136 10.246213 | Grenzstein mit Ottobeurer Wappen |      |
| Ehwiesmühle | Unfallkreuz    | 20. Jahrhundert     |               | 47.865109 10.30148  | „Hier verunglückte tödlich am 17. Oktober 1949 JOSEF LÖCHLE FORSTARBEITER v. OBER-WARLINS wir bitten für ihn um ein Ave Maria“ |      |
| FautzenFautzen 2, etwas abseits der Straße am Waldrand an der Straße von Fautzen in Richtung Hohmanns                                        | Flurkreuz      |                     |               | 47.884485 10.191354 | |      |
| Haitzen Haitzen 6a | Flurkreuz      |                     |               | 47.885586 10.196868 | |      |
| Herbisried Am südlichen Ortsausgang in Richtung Gmeinschwenden                                                                               | Flurkreuz      |                     |               | 47.846676 10.222049 | |      |
| HerbisriedKornhofen, links an der Straße Richtung Herbisried                                                                                 | Flurkreuz      |                     |               | 47.856485 10.223803 | |      |
| Hohmanns Hohmanns, an der Straße rechts in Richtung Hörpolz                                                                                  | Flurkreuz      |                     |               | 47.889226 10.199953 | „Gelobt sei Jesus Christus.“, „Man bittet um 1 Vaterunser für die armen Seelen.“ |      |
| HörpolzHörpolz 12 | Flurkreuz      |                     |               | 47.897837 10.194658 | |      |
| HuebHueb 4, auf halbem Weg von Ziegelberg nach Hueb                                                                                          | Flurkreuz      | 1982                |               | 47.854955 10.239022 | „Gott schütze unsere Fluren“ „Firmlinge 1982“ |      |
| In der Tarrast | Flurkreuz      |                     |               | 47.862677 10.255996 | |      |
| IttelsburgFalkenweg 1, auf dem Falken | Flurkreuz      |                     |               | 47.873947 10.276921 | Vorderseite: „Herr segne unsere Fluren“, Rückseite: „Von dem Irdischen geschieden, Von dem Ewigen erfüllt, Find ich hier den wahren Frieden, Der des Geistes Sehnsucht stillt.“ |      |
| IttelsburgFalkenweg 11, vom Falken kommend Richtung Ittelsburg                                                                               | Flurkreuz      |                     |               | 47.873184 10.274647 | „Wanderer halt ein und schau in Gottes weite Welt hinein“, „Gewidmet von Franz und Viktoria Bumann“ |      |
| IttelsburgGsängstraße 20–28 | Flurkreuz      |                     |               | 47.870575 10.275543 | |      |
| KlessenKornhofen 1 | Flurkreuz      | 1968                |               | 47.913653 10.274513 | „Christus ist uns Eckstein im Leben“, „Er ist uns Anfang und Ende 1968“ |      |
| KornhofenKornhofen 1 | Flurkreuz      |                     |               | 47.851658 10.232633 | |      |
| KornhofenKornhofen 2 | Flurkreuz      |                     |               | 47.855074 10.229511 | |      |
| Niederdorf Am Feldweg, direkt an der Bahnlinie Memmingen – Bad Grönenbach/Thal                                                               | Flurkreuz      |                     |               | 47.905339 10.250051 | „GOTT SCHÜTZE UNS“ |      |
| Niederdorf Am Feldweg, westlich der Bahnlinie Memmingen – Bad Grönenbach/Thal                                                                | Flurkreuz      |                     |               | 47.906145 10.247895 | |      |
| NiederdorfAllgäuer Straße 14 | Flurkreuz      |                     |               | 47.903752 10.257025 | |      |
| Niederdorf Allgäuer Straße 26 | Flurkreuz      |                     |               | 47.90633 10.255305  | |      |
| NiederdorfAllgäuer Straße, Abzweigung Kirchweg                                                                                               | Flurkreuz      | 1879                |               | 47.902667 10.258366 | „Im Kreuz ist Heil“, „Errichtet von …d Albrecht 1879“ |      |
| NiederdorfAm Feldweg, direkt an der Bahnlinie Memmingen – Bad Grönenbach/Thal                                                                | Marterl        |                     |               | 47.907968 10.249472 | „Hl. Josef bitte für uns.“ |      |
| Niederdorf Bärenweg, an der Straße rechts in Richtung Wolfertschwenden                                                                       | Flurkreuz      | 1885                |               | 47.900362 10.25931  | „Im Kreuz ist Heil“ |      |
| NiederdorfGeorg-Schnadel-Weg 3 | Flurkreuz      |                     |               | 47.903638 10.257905 | |      |
| Niederdorf Mühlstraße 15 | Flurkreuz      |                     |               | 47.903351 10.264728 | „Die ganze herrliche Natur zeigt dir des großen Gottes Spur doch willst du Ihn am größten sehn dann bleib bei diesem Kreuze stehn“ |      |
| Niederdorf Mühlstraße 15 | Flurkreuz      |                     |               | 47.903732 10.267764 | |      |
| NiederdorfWaldstraße 4 | Flurkreuz      |                     |               | 47.904451 10.261775 | |      |
| NiederdorfWaldstraße 4 | Flurkreuz      |                     |               | 47.903955 10.261027 | „Gott segne unsere Fluren“ |      |
| NiederdorfWaldstraße 6 | Flurkreuz      |                     |               | 47.905569 10.263612 | „Gott segne unsere Fluren“, „Der Herr ist überall“, „Gelobt sei Jesus Christus“ |      |
| NiederdorfWoringer Straße, westlich von Niederdorf nach der Bahnunterführung                                                                 | Flurkreuz      | 1920                |               | 47.902462 10.250078 | „Gott schütze unsere Fluren“ |      |
| RaupolzNiederdorfer Straße 9 | Flurkreuz      | 20. Jahrhundert     |               | 47.897539 10.218492 | „Dieses Baumes Blatt, der von Osten meinem Garten anvertraut, gibt geheimen Sinn zu kosten, wie’s den wissenden erbaut.“, „Gingo Biloba v. Goethe“ |      |
| RaupolzRaupolz, links an der Straße in Richtung Bad Grönenbach (Feldweg)                                                                     | Flurkreuz      |                     |               | 47.892014 10.220938 | „Gott segne unsere Fluren!“ |      |
| RaupolzRaupolz, links an der Straße in Richtung Schulerloch                                                                                  | Flurkreuz      |                     |               | 47.893413 10.222564 | „Gott segne uns und unsere Fluren“ |      |
| RaupolzRaupolz 1, links an der Straße in Richtung Schulerloch und Bad Grönenbach                                                             | Flurkreuz      | Spätmittelalterlich | D-7-78-144-36 | 47.894413 10.222027 | Sandstein, mit konischen Vertikalarmen |      |
| RechbergRechberg 2 | Flurkreuz      | 1982                |               | 47.870992 10.191579 | „A. D. 1982“ |      |
| RechbergRechberg 2 | Flurkreuz      |                     |               | 47.870057 10.194004 | |      |
| RothensteinRothenstein 3 | Marterl        | 1986                |               | 47.865292 10.204732 | „Ein bißchen mehr Friede und weniger Streit, ein bißchen mehr Güte und weniger Neid, ein bißchen mehr Liebe und weniger Haß, ein bißchen mehr Wahrheit, ja das wäre was.“, „1986 J · R“ |      |
| SchulerlochSchulerloch 6 | Flurkreuz      |                     |               | 47.886974 10.232965 | |      |
| SchulerlochSchulerloch 8 | Flurkreuz      |                     |               | 47.892611 10.235036 | |      |
| SchulerlochSchulerloch 9 | Flurkreuz      |                     |               | 47.883168 10.231898 | „Gott segne unsere Fluren!“ |      |
| SchwendenSchwenden 5 | Flurkreuz      |                     |               | 47.865062 10.267839 | |      |
| SeefeldSeefeld 3 | Flurkreuz      |                     |               | 47.849728 10.250566 | „Im schönen Bilde der Natur Siehst du des großen Gottes Spur, Doch willst du ihn noch schöner sehn So bleib bei seinem Kreutze stehen“ |      |
| StreifenStreifen 1 | Flurkreuz      |                     |               | 47.878639 10.267051 | |      |
| ThalHaldenweg 17 | Flurkreuz      |                     |               | 47.881632 10.255941 | |      |
| ThalUnterthal 38 | Flurkreuz      |                     |               | 47.876856 10.258267 | „Gott segne unsere Fluren!“ |      |
| WieslingsHaldenweg 17 | Flurkreuz      |                     |               | 47.901391 10.182234 | |      |
| WolfertschwendenAm Sportplatz 1 | Bildstock      |                     |               | 47.892816 10.262904 | |      |
| WolfertschwendenBahnhofstraße | Flurkreuz      |                     |               | 47.885593 10.257459 | „Gott segne unsere Fluren.“ |      |
| WolfertschwendenBahnhofstraße | Flurkreuz      |                     |               | 47.888528 10.264943 | |      |
| WolfertschwendenDas Flurkreuz befindet sich auf einem Felsbrocken aus Nagelfluh, rechts an der Straße von Böhen in Richtung Wolfertschwenden | Flurkreuz      |                     |               | 47.890852 10.278799 | |      |
| WolfertschwendenEhwiesmühlstraße 21 | Flurkreuz      |                     |               | 47.884665 10.276701 | |      |
| WolfertschwendenHauptstraße, rechts an der Straße in Richtung Ittelsburg                                                                     | Sandsteinfigur | 1768                | D-7-78-218-9  | 47.883168 10.270725 | Dargestellt ist der Hl. Honorius |      |
| WolfertschwendenHauptstraße, rechts an der Straße in Richtung Ittelsburg                                                                     | Flurkreuz      |                     |               | 47.883168 10.270725 | Steht direkt neben der Sandsteinfigur des Hl. Honorius |      |
| WolfertschwendenAm Sportplatz 1 | Flurkreuz      |                     |               | 47.893003 10.254278 | „GOTT SEGNE UNSERE FLUREN“ |      |
| WolfertschwendenHauptstraße 50 | Gedenkstein    | 20. Jahrhundert     |               | 47.89601 10.251328  | „24.12.1956 Herbert Amann 17.7.1980“, „Hier verunglückte am 4. Juli 1980 unser Holli.“, „Wir werden ihn nicht vergessen. Seine Freunde“ |      |
| WolfertschwendenKellerstraße, in Richtung Thal                                                                                               | Bildstock      |                     |               | 47.889036 10.255818 | |      |
| WolfertschwendenKellerstraße, in Richtung Thal                                                                                               | Flurkreuz      |                     |               | 47.889262 10.25637  | |      |
| WolfertschwendenKellerstraße, nach der Bahnunterführung in Richtung Thal                                                                     | Flurkreuz      | 20. Jahrhundert     |               | 47.888456 10.252368 | |      |
| WolfertschwendenLindenstraße, links an der Straße in Richtung Niederdorf                                                                     | Flurkreuz      | 1909                |               | 47.89824 10.258242  | „Gott segne u. schütze uns’re Fluren 1909“ |      |
| WolfertschwendenSonnenweg 17 | Flurkreuz      | Spätmittelalterlich | D-7-78-218-8  | 47.890525 10.264685 | Tuffstein, der Querarm etwa in der Mitte des Stammes |      |
| WoringenBurghaldenweg 10 | Flurkreuz      | 20. Jahrhundert     |               | 47.922238 10.197222 | „Jedem Berg sei Kreuz, Dr. WB“ |      |
| WoringenMemminger Straße 54 | Flurkreuz      | 15. Jahrhundert     | D-7-78-219-12 | 47.928184 10.200248 | Aus Nagelfluh |      |
| ZellAllgäuer Straße, rechts auf dem auslaufenden Hügel in Richtung Woringen                                                                  | Flurkreuz      |                     | D-7-78-144-47 | 47.905382 10.206267 | Moderne Nachbildung, „Gott segne unsere Fluren.“, „Gelobt sei Jesus Christus“ |      |
| ZellAllgäuer Straße, links an der Straße in Richtung Woringen                                                                                | Flurkreuz      |                     |               | 47.904598 10.205001 | |      |
| ZellAllgäuer Straße, links an der Straße in Richtung Bad Grönenbach                                                                          | Flurkreuz      | 20. Jahrhundert     |               | 47.895467 10.209131 | |      |
| ZellAllgäuer Straße, rechts an der Straße in Richtung Bad Grönenbach                                                                         | Flurkreuz      |                     | D-7-78-144-46 | 47.895276 10.208917 | Moderne Nachbildung eines Sühnekreuzes |      |
| ZellAm Weiherbrunn 11, direkt am Waldrand in Richtung Süden                                                                                  | Flurkreuz      |                     |               | 47.892636 10.2033   | „Vater, ich lasse Dir alle ungelösten Fragen, Ich gebe es auf, gegen Türen zu rennen und warte auf Dich. Du wirst sie öffnen. Ich lasse mich Dir, Ich gehöre Dir. Herr, Du hast mich in Deiner guten Hand. Amen“ |      |
| ZellDießlingser Straße, links an der Straße in Richtung Dießlings                                                                            | Bildstock      |                     |               | 47.902272 10.210167 | Der ursprüngliche Bildstock wurde in den 1980er-Jahren auf den Friedhof Zell verlegt und dient nun als Grabstein. |      |
| ZellDießlings, links an der Straße in Richtung Niederdorfer Straße                                                                           | Flurkreuz      |                     |               | 47.900117 10.212645 | „Gott segne unsere Fluren“ |      |
| ZellKronburger Straße 5 | Flurkreuz      | 20. Jahrhundert     |               | 47.899474 10.205371 | „Georg Hörberg, 1919“ |      |
| ZellMemminger Straße, links an der Straße in Richtung Bad Grönenbach                                                                         | Flurkreuz      |                     |               | 47.89064 10.211771  | |      |
| ZellMemminger Straße, links an der Straße in Richtung Bad Grönenbach                                                                         | Unfallkreuz    | 1991                |               | 47.887154 10.213069 | „Hier verunglückte Hans-Peter Walter 5.7.1971 – 11.8.1991“ |      |
| ZellNiederdorfer Straße 1 | Flurkreuz      |                     |               | 47.897096 10.207238 | |      |
| ZellLinks an der Straße in Richtung Woringen, neben dem Zeller Bach                                                                          | Flurkreuz      |                     |               | 47.903282 10.202329 | „WER GOTT BEGNEN WILL GEH HINAUS IN DIE NATUR“, „FAM. SCHUMACHER“ |      |
| ZellPfarrweg 2 | Flurkreuz      | 2000                |               | 47.899596 10.20738  | „25 Jahre Grönenbach–Zeller Sänger“ |      |
| ZiegelbergAlpenstraße, Kreuzung Schusterweg                                                                                                  | Flurkreuz      |                     |               | 47.85867 10.245116  | „Gott segne uns und unsere Fluren R.I.P.“ |      |
| ZiegelbergOberthal, links im Wald in Richtung Thal                                                                                           | Flurkreuz      | 15.–16. Jahrhundert | D-7-78-144-22 | 47.866714 10.255018 | Aus Nagelfluh. |      |
| ZiegelbergWeiherstraße 13–15 | Flurkreuz      | 1992                |               | 47.860187 10.247629 | „Im Kreuz ist Heil“, „Im Kreuz ist Leben“, „Im Kreuz ist Hoffnung“, „Anno 1992“ |      |